# Вълнения в Новочеркаск
Работническите вълнения в град Новочеркаск, Ростовска област, РСФСР, СССР са най-острите прояви на работническо недоволство сред съветските работници след края на Втората световна война.
Център на недоволството става заводът за електровози (електрически локомотиви) в града, където в началото на юни 1962 г. работниците спират работа и издигат лозунга: „Месо, мляко, повишаване на заплатите“. Липсват политически лозунги.
Започва стачка с искане за повишаване на заплащането и подобряване на битовите условия. Стачниците успяват да организират митинг край градския комитет на партията, където се стига до стълкновения с милицията и армията.
Интересно в случая е, че митингът се провежда под червено знаме и портрет на Ленин. Последното е изтълкувано от службите за сигурност като провокация. Към мястото на митинга се отправят войски, които стрелят по митингуващите. Убити са 26 души, а 87 са ранени. На следващата сутрин на площада се събира група от няколкостотин демонстранти. 116 са арестувани, от които 7 получават смъртна присъда и са екзекутирани. Останалите са осъдени на по 10 – 15 години затвор.
След инцидента съветското правителство насочва допълнителни хранителни стоки към региона и започва разследване. История не е отразена в пресата и остава засекретена до 1992 г.